# Tahsin Yücel
Tahsin Yücel, né le 17 août 1933 à Elbistan (province de Kahramanmaraş) et mort le 22 janvier 2016 à Istanbul, est un écrivain turc, à la fois romancier, nouvelliste, essayiste, critique littéraire et traducteur.

## Biographie
Après des études au lycée de Galatasaray à Istanbul, il poursuit des études supérieures en littérature française à l’Université d’Istanbul. Il obtient un doctorat en 1972, devient professeur en 1978 et exerce jusqu’en 2000. Premier disciple en date du sémioticien Algirdas Julien Greimas, il introduit la sémiotique en Turquie. À partir des années 1950, il contribue à la diffusion de la littérature européenne et notamment française en Turquie : on recense plus de 80 ouvrages traduits, notamment d'Honoré de Balzac, Gustave Flaubert, Marcel Proust, André Gide, Albert Camus, Michel Tournier, Roland Barthes, André Malraux, Raymond Queneau, Pascal Quignard, Robert Desnos. Il a également publié de nombreux articles en français et deux ouvrages critiques. Il a consacré une étude à la Comédie humaine d'Honoré de Balzac.

## Œuvre
- Identification, nouvelle, dans Brèves n° 27, Villelongue d’Aude, 1987. Texte dans Anka n° 5-6, Cergy, 1988.
- Zazie en Turquie  ;  Le Vendredi  nouvelle ; Cuma, nouvelle ; précédé de Tahsin Yücel ou le mot juste, par Timour Muhidine et d’un entretien, dans Oluşum -Genèse n° 20-21, Nancy, 1992.
- Figures et messages dans La Comédie humaine, Mame, 1973
- La queue, nouvelle, traduite par l’auteur, dans La Nouvelle Revue Française n° 485, Paris, juin 1993.
- Ce Paris qui n’en finit pas, traduit par Timour Muhidine, dans Paristanbul, Paris, L’Esprit des péninsules, 2000.
- La moustache (Actes Sud, collection Lettres Turques), Actes Sud, collection Babel, 2009  (ISBN 2742788875)
- Figures et messages dans La Comédie humaine, essai, éditions Mame, « Univers sémiotiques », 1972, 230 p.
- Bernanos et Balzac, essai. [Paris], Éditions Lettres modernes Minard,1974, 64 p
- Vatandas (Vatandaş, 1975), roman, traduit du turc par Nœmi Cingoz, Éditions du Rocher, « Terres étrangères », 2004, 168 p.
- Les Voisins, bilingue turc-français, nouvelles, traduit du turc par Timour Muhidine, éditions de la MEET (Maison des écrivains étrangers et des traducteurs de Saint-Nazaire), 1999.
- Les Cinq derniers jours du prophète, titre original : Peygamberin Son Beş Günü, 1991, roman, traduit du turc par Noémie Cingöz, Éditions du Rocher, « Terres étrangères », 2006.